# Norberto Outes
Norberto Daniel Outes Gómez (* 10. Oktober 1953 in Buenos Aires), auch bekannt unter dem Spitznamen El Beto, ist ein ehemaliger argentinischer Fußballspieler auf der Position des Stürmers.

## Biografie
Norberto Outes begann seine Profikarriere 1975 bei seinem Heimatverein Independiente, mit dem er 1976 die Copa Interamericana und in den beiden darauffolgenden Jahren (1977 und 1978) die argentinische Meisterschaft gewann.
1980/81 spielte er für den Lokalrivalen Boca Juniors, bevor er für vier Jahre nach Mexiko verzog, wo er je zwei Spielzeiten in Diensten des Club América (1981 bis 1983) und des Club Necaxa tätig war. In den Spielzeiten 1982/83 und 1983/84 war er zweimal in Folge Torschützenkönig der mexikanischen Primera División.
Anschließend ging er zurück in seine Heimat, wo er seine aktive Karriere zwischen 1985 und 1986 bei Vélez Sársfield ausklingen ließ.
Sein einziger Länderspieleinsatz datiert vom 2. Juni 1979, als die argentinische Nationalmannschaft ein Testspiel in Glasgow absolvierte, das mit 3:1 gegen Schottland gewonnen wurde. Bei diesem Spiel wurde Outes für René Houseman eingewechselt.

## Erfolge

### Verein
- Argentinischer Meister: 1977 und 1978 (mit Independiente)

### Persönlich
- Torschützenkönig der mexikanischen Primera División: 1982/83 und 1983/84